# 엘 아리시 국제공항
엘 아리시 국제공항(아랍어: مطار العريش الدولي)는 이집트 시나이반도 샤말시나 주의 주도 아리시에 있는 국제공항으로 한 때 이스라엘의 항공사들이 이 공항을 이용한 적이 있다.

## 개요
당시 팔레스타인 항공사들이 취항했으나 2000년 이후 취항하지 않는다. 가자 스트립이 이 공항을 대체하고 있기 때문이다. 이후 항공사들이 야세르 아라파트 국제공항은 활주로에 의해 파괴되면서 이스라엘군과 이스라엘의 항공사가 이용된 곳으로 주로 팔레스타인 승객이 사우디아라비아에서 하리 이슬람의 순례 여행 탑승객을 이동하기 위해서 취하했다. 2009년 연간 9330명을 승객을 수송했다.

## 운항 노선

### 국제선
| 항공사          | 목적지         |
| --------------- | -------------- |
| 팔레스타인 항공 | 암만(퀸알리아) |

## 같이 보기
- 이집트의 공항 목록